# Sabbath Bloody Sabbath
Sabbath Bloody Sabbath peti je studijski album britanskog heavy metal-sastava Black Sabbath. Diskografska kuća Vertigo Records objavila ga je u studenom 1973. Produkciju potpisuju članovi skupine, a uradak je snimljen u Morgan Studiosu u Londonu u rujnu 1973. Grupa je počela pisati pjesme za album u Los Angelesu, no rad na njima usporio se zbog zloupotrebe opijata i umora poslije svjetske turneje kojom je podržala prethodni album Vol. 4. Nakon toga unajmila je dvorac Clearwell u Gloucestershireu u Engleskoj, gdje je gitarist Tony Iommi osmislio glavni rif za pjesmu „Sabbath Bloody Sabbath”, glavni singl s uratka.

## Snimanje
Poslije svjetske turneje kojom je od 1972. do 1973. podržavao album Vol. 4, Black Sabbath vratio se u Los Angeles kako bi počeo pisati pjesme za sljedeći uradak. Zadovoljna tim albumom, skupina je željela stvoriti jednake uvjete za snimanje pjesama i vratila se u studio Record Plant. Unajmila je kuću u Bel Airu i počela je pisati pjesme u ljeto 1973., no zbog zloupotrebe opijata i umora nije uspjela dovršiti nijednu. „Ideje nam nisu pristizale kao kad smo radili na Vol. 4. i to nas je stvarno razočaralo”, rekao je gitarist Tony Iommi. „Svi su sjedili i čekali da smislim nešto. Ništa mi nije padalo na pamet. A ako ja ništa nisam smislio, nitko nije činio ništa.” Godine 2013. basist Geezer Butler u intervjuu s časopisom Mojo komentirao je da je poslije popratne turneje za Vol. 4 sastav bio „potpuno iscrpljen”, a kad je sastav nastupio u Hollywood Bowlu, „Tony se srušio. U jednom trenutku nije bilo izvjesno hoće li preživjeti ili neće jer se stvarno iscrpio. Morali smo otkazati ostatak turneje i prvi smo put od osnutka grupe otišli na odmor. Odvojili smo se jedni od drugih i posvetili se društvenom životu. Potom smo se ponovno okupili kako bismo počeli raditi na novom albumu, ali ništa nismo mogli napisati.” Pjevač Ozzy Osbourne izjavio je da je uoči nastupa u Hollywood Bowlu „Tony doslovno danima uzimao koku – svi smo to činili, ali Tony je prešao granicu. Ta vam stvar potpuno promijeni stvarnost. Počnete vidjeti stvari kojih nema. Tonyja nije bilo. Na kraju koncerta napustio je pozornicu i kolabirao.” Godine 2013. Iommi je progovorio o svojoj stvaralačkoj krizi u razgovoru s Philom Alexanderom: „Uspaničio sam se jer nisam imao nikakvih ideja za pjesme. Možda zbog droga, možda zbog pritiska, ali svejedno sam se osjećao krivim.” Članove sastava također je razočaralo to što je u sobi kojom su se prethodno služili u Record Plantu zamijenio „golem sintesajzer” Stevieja Wondera, koji je nedavno snimao u tom studiju.
Nakon što je provela mjesec dana u Los Angelesu, ali bez rezultata, grupa se odlučila vratiti u Ujedinjeno Kraljevstvo. Ondje je unajmila dvorac Clearwell u Gloucestershireu u Engleskoj, u kojem su pjesme pisali i snimali izvođači poput Led Zeppelina, Mott the Hooplea i Deep Purplea. Srednjovjekovni krajolik nadahnuo ju je glazbeno, ali ju je i plašio. U bilješkama priloženim uz koncertni album Reunion iz 1998. Iommi je napisao: „Imali smo probu u skladištu oružja. Jedne sam se noći šetao hodnikom s Ozzyjem i ugledali smo lik u crnini [...]. Slijedili smo ga do skladišta oružja, no ondje nije bilo nikoga. Tko god je to bio, ispario je! Vlasnici dvorca znali su sve o tom duhu i rekli su nam: 'O da, to je duh tog i tog.' Bilo smo zaprepašteni!” Butler je dodao: „Održavali smo probe u tamnici, stvarno je bilo jezivo, ali ugođaj nam je pomogao prizvati ideje i sve je opet počelo izlaziti na površinu.” Dok su radili u tamnici, Iommi je igrom slučaja odsvirao glavni rif pjesme „Sabbath Bloody Sabbath”, koja je potaknula nove pjesme. Godine 2001. Butler je u razgovoru s Danom Epsteinom za Guitar World komentirao: „Umalo smo pomislili da je našem sastavu odzvonilo [...]. Kad je Tony odsvirao prvi rif za 'Sabbath Bloody Sabbath', uskliknuli smo: 'To je to!'” Jeziva atmosfera koju je stvarao dvorac pogodovala je psinama koje su članovi skupine izvodili kako bi se našalili jedni s drugima. U dokumentarnom filmu Black Sabbath, Volume 1: 1970–1978 Iommi je izjavio: „Iskreno, nasmrt smo plašili jedni druge. Na kraju smo otišli prestravljeni jedni od drugih jer smo stalno zbijali neslane šale i nitko nije znao tko stoji iza koje... Odlazili smo iz dvorca, vozili do kuće i vraćali se idućeg dana. Bilo je to stvarno blesavo.” Osbourne je u svojoj autobiografiji komentirao: „Toliko smo se zafrkavali da nitko nije mogao spavati. Ležiš očiju širom otvorenih i čekaš da ti u sobu ušeta prazan oklop i ubode te u guzicu.” Osbourne je također napisao da je jedne noći zamalo zapalio dvorac kad je zaspao dok mu je gorjela čizma. Rekao je i da je bubnjar Bill Ward uglavnom „najgore prolazio” kad je riječ o neslanim šalama i da je naposljetku odlazio u krevet s nožem u ruci.
Iako su Patricku Meehanu, tadašnjem menadžeru skupine, pripisane zasluge za produkciju, Iommi je nekoliko godina poslije izjavio da Meehan uopće nije sudjelovao u produkciji. „U priču se umiješao Meehanov ego i pripisao si je zasluge za produkciju.” Snimanje albuma dovršeno je u Morgan Studiosu Willesdenu 1973. Klavijaturist Rick Wakeman iz skupine Yes (koja je tad snimala album Tales from Topographic Oceans u obližnjem studiju) gostovao je na pjesmi „Sabbra Cadabra”. Wakeman nije želio da mu skupina plati i za zasluge mu je sastav naposljetku platio pivo. Članovi Led Zeppelina bili su prisni s članovima Black Sabbatha od osnutka te grupe i pojavili su se u studiju dok je skupina snimala Sabbath Bloody Sabbath'. Bubnjar John Bonham želio je svirati bubnjeve na pjesmi „Sabbra Cadabra”, ali članovi Black Sabbatha za tu su prigodu nisu htjeli svirati svoje pjesme. Na kraju su obje grupe odlučile improvizirati, ali zatražile su da ih se ne snima.
Osbourne je izjavio da je Sabbath Bloody Sabbath bio „početak kraja” za prvu postavu Black Sabbatha. Godine 2013. u razgovoru s časopisom Mojo dodao je da je to bio „album poslije kojeg sam se trebao pozdraviti sa skupinom jer sam potom stvarno počeo pucati po šavovima. I onda više nismo bili u dobrim odnosima.” Napetost u skupini poticala je sve veća zlouporaba opijata. Iommiju je prisjelo to što je obavljao veći dio autorskog i studijskog posla, zbog kojeg nije imao privatni život. Basist Butler također se žalio na to što se Osbourne previše oslanja na njega za stihove pjesama.

## Pjesme
Sastav je slijedio primjer prijašnjeg albuma i nastavio je uvoditi stilske promjene u pjesme na Sabbath Bloody Sabbathu. Na tim pjesmama pojavljuju se sintesajzeri, gudaća glazbala i klavijature, a aranžmani su složeniji. Iommi je eksperimentirao i sa sitarom i gajdama u studiju, no nije bio zadovoljan svojim sviranjem tih instrumenata. Skupina je također počela pokrivati raznovrsnije teme u svojim stihovima. „Na 'A National Acrobatu' razmišljao sam o tome tko odlučuje koji će spermij doći do jajašca”, izjavio je Butler u bilješkama priloženim uz koncertni album Reunion iz 1998. „'Spiral Architect' govori o životnim iskustvima koja se povezuju s DNK-om i time stvaraju jedinstvenu osobu. Dosta sam razmišljao kad sam uzimao neke stvari. I danas to činim, ali bez tih stvari.” Iommi je izjavio da je prvi rif za „A National Acrobat” napisao Butler, a da mu je gitarist „dodao neke sitnice”. Prema knjizi How Black Was Our Sabbath skupina je pozvala orkestar da svira na pjesmi „Spiral Architect”, ali „nije mogla ugurati sve glazbenike i njihove instrumente u Morgan Studios; naposljetku su završili u obližnjem Pye Studiju, a Ozzy im je pokušavao objasniti što želi da sviraju kao neki ludi dirigent. Nije imao glazbu zapisanu na partituri, samo je pjevušio melodije, a orkestar ju je odsvirao po sluhu.”
Osbourne je kupio Moogov sintesajzer. Premda se prema Iommijevim riječima „nije znao služiti njime”, uspio je na njemu napisati pjesmu „Who Are You?”. Sam je Osbourne izjavio: „Napisao sam je jedne noći u Bulrush Cottageu. Nalokao sam se i prčkao sam po Revoxovu kasetofonu i svojem ARP-u 2600.” Također je izjavio da je Sabbath Bloody Sabbath „posljednji stvarno odličan album” skupine i dodao je: „S glazbenog smo gledišta uspjeli dobro uravnotežiti svoju staru žestinu i našu novu, 'eksperimentalnu' stranu.” Za pjesmu „Killing Yourself to Live” tekst je napisao Butler, a govori o tome kako je skupina radila do iznemoglosti, ali nije ostvarivala željene rezultate. Rana inačica te pjesme može se čuti na koncertnim albumima Live at Last i Past Lives. Instrumentalnu pjesmu „Fluff” napisao je Iommi, a nazvao ju je u počast BBC-jevu radijskom DJ-u Alanu „Fluffu” Freemanu. Freeman je bio jedan od rijetkih radijskih voditelja koji je u Ujedinjenom Kraljevstvu puštao glazbu Black Sabbatha.

## Omot albuma
Ilustrator Drew Struzan olovkama u boji izradio je crteže za prednji i stražnji dio omota. Naslovnica, na kojoj prevladava crvena boja, prikazuje gola muškarca na bračnom krevetu s uzglavljem na kojem piše „666”, a muče ga goli muški i ženski demoni i štakori. Na poleđini je mirniji prizor; uglavnom je plave boje i prikazuje muškarca na samrti kojeg okružuju članovi obitelji i usnuli lavovi.
Na unutrašnjoj strani omota izdanja na gramofonskoj ploči nalazi se fotografija poluprozirnih članova skupine koji stoje u spavaćoj sobi.

## Objava i recenzije
| Recenzije                         | Recenzije |
| Izvor                             | Ocjena    |
| --------------------------------- | --------- |
| AllMusic                          | [ 20 ]    |
| The Encyclopedia of Popular Music | [ 21 ]    |
| MusicHound Rock                   | [ 22 ]    |
| The Rolling Stone Album Guide     | [ 23 ]    |
| Spin Alternative Record Guide     | 4/10      |

Skupina je objavila album krajem studenoga 1973. Prvi je put u karijeri počela dobivati pozitivne kritike; časopis Rolling Stone izjavio je da uradak „izvanredno i uzbudljivo djelo” i proglasio ga je „pravim uspjehom”. Nekoliko desetljeća poslije AllMusicov recenzent Eduardo Rivadavia nazvao ga je „remek-djelom i nezaobilaznim dijelom svake heavy metal-zbirke” i dodao je da se odlikuje „novootkrivenim osjećajem za finese i zrelošću”. Postao je peti album skupine zaredom koji je dosegao platinastu nakladu u SAD-u. Dosegao je četvrto mjesto na britanskoj ljestvici albuma i 11. mjesto na američkoj ljestvici Billboard 200. U Ujedinjenom Kraljevstvu postao je prvi album skupine koji je Britanska fonografska industrija nagradila srebrnom nakladom (za 60 000 prodanih primjeraka), dobivenom u veljači 1975. 
Sami članovi skupine uvelike cijene Sabbath Bloody Sabbath. Kad su ga novinari časopisa Guitar for the Practicing Musician 1994. pitali koje bi pjesme želio uvrstiti na nadolazeći box set skupine, Butler je odvratio: „Vjerojatno bilo što sa Sabbath Bloody Sabbatha. Samu pjesmu 'Sabbath Bloody Sabbath'. Bilo nam je to potpuno novo doba. Na tom smo se albumu zbilja otvorili. Ozračje je bilo odlično, dobro smo se provodili, koka je bila odlična! Bilo mi je to kao da sam se iznova rodio. Odradili smo prva četiri albuma na jedan način. Sabbath Bloody Sabbath bio nam je poput drugog dijela života. Bio je to čudan, ali dobar osjećaj.” U svojoj autobiografiji Iommi ga je prozvao „vrhuncem”.

## Popis pjesama
Sve su pjesme napisali članovi Black Sabbatha (Geezer Butler, Tony Iommi, Ozzy Osbourne i Bill Ward).
| 1. | »Sabbath Bloody Sabbath«        | 5:45 |
| 2. | »A National Acrobat«            | 6:16 |
| 3. | »Fluff« (instrumentalna pjesma) | 4:11 |
| 4. | »Sabbra Cadabra«                | 5:59 |

| B-strana | B-strana                   | B-strana | B-strana | B-strana | B-strana | B-strana | B-strana | B-strana | B-strana |
| Br.      | Skladba                    | Trajanje |          |          |          |          |          |          |          |
| -------- | -------------------------- | -------- | -------- | -------- | -------- | -------- | -------- | -------- | -------- |
| 1.       | »Killing Yourself to Live« | 5:41     |          |          |          |          |          |          |          |
| 2.       | »Who Are You?«             | 4:11     |          |          |          |          |          |          |          |
| 3.       | »Looking for Today«        | 5:06     |          |          |          |          |          |          |          |
| 4.       | »Spiral Architect«         | 5:29     |          |          |          |          |          |          |          |
| 42:35    |                            |          |          |          |          |          |          |          |          |

## Zasluge
| Black Sabbath - Tony Iommi – električna gitara (osim na pjesmi „Fluff”); akustična gitara (na 3., 7. i 8. pjesmi); pedal steel-gitara (na pjesmi „Fluff”); glasovir (na 3., 4. i 6. pjesmi); čembalo (na pjesmi „Fluff”); sintesajzer (na pjesmi „Killing Yourself to Live”); flauta, orgulje i pljesak (na pjesmi „Looking for Today”); gajde (na pjesmi „Spiral Architect”) - Ozzy Osbourne – vokal (osim na pjesmi „Fluff”); sintesajzer (na 5. i 6. pjesmi); pljesak (na pjesmi „Looking for Today”) - Bill Ward – bubnjevi i udaraljke (osim na pjesmi „Fluff”); timpani (na 6. i 8. pjesmi); pljesak (na pjesmi „Looking for Today”) - Geezer Butler – bas-gitara; sintesajzer i melotron (na pjesmi „Who Are You?”); pljesak (na pjesmi „Looking for Today”) | Dodatni glazbenici - Rick Wakeman – glasovir i sintesajzer (na pjesmi „Sabbra Cadabra”) - The Phantom Fiddlers – orkestar (na pjesmi „Spiral Architect”) Ostalo osoblje - Mike Butcher – inženjer zvuka - Pacific Eye & Ear – dizajn - Drew Struzan – ilustracije - Shepard Sherbell – fotografija |

## Ljestvice
| Ljestvica (1973. – 1974.)     | Najviša pozicija |
| ----------------------------- | ---------------- |
| Australija                    | 5.               |
| Finska                        | 25.              |
| Japan                         | 57.              |
| Kanada                        | 17.              |
| Norveška (VG-lista)           | 6.               |
| Njemačka (Offizielle Top 100) | 49.              |
| SAD (Billboard 200)           | 11.              |
| Ujedinjeno Kraljevstvo (OCC)  | 4.               |